# Матча

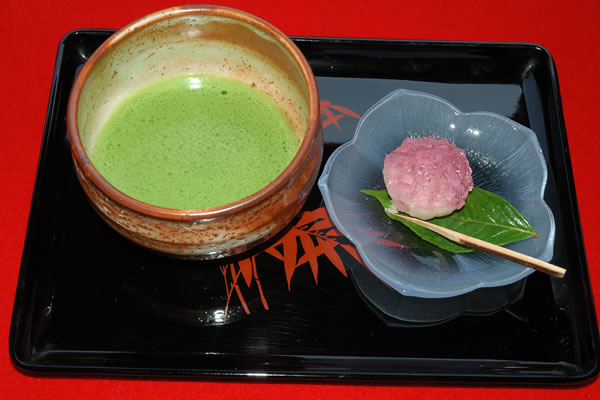
Чай матча поруч з японськими солодощами ваґасі

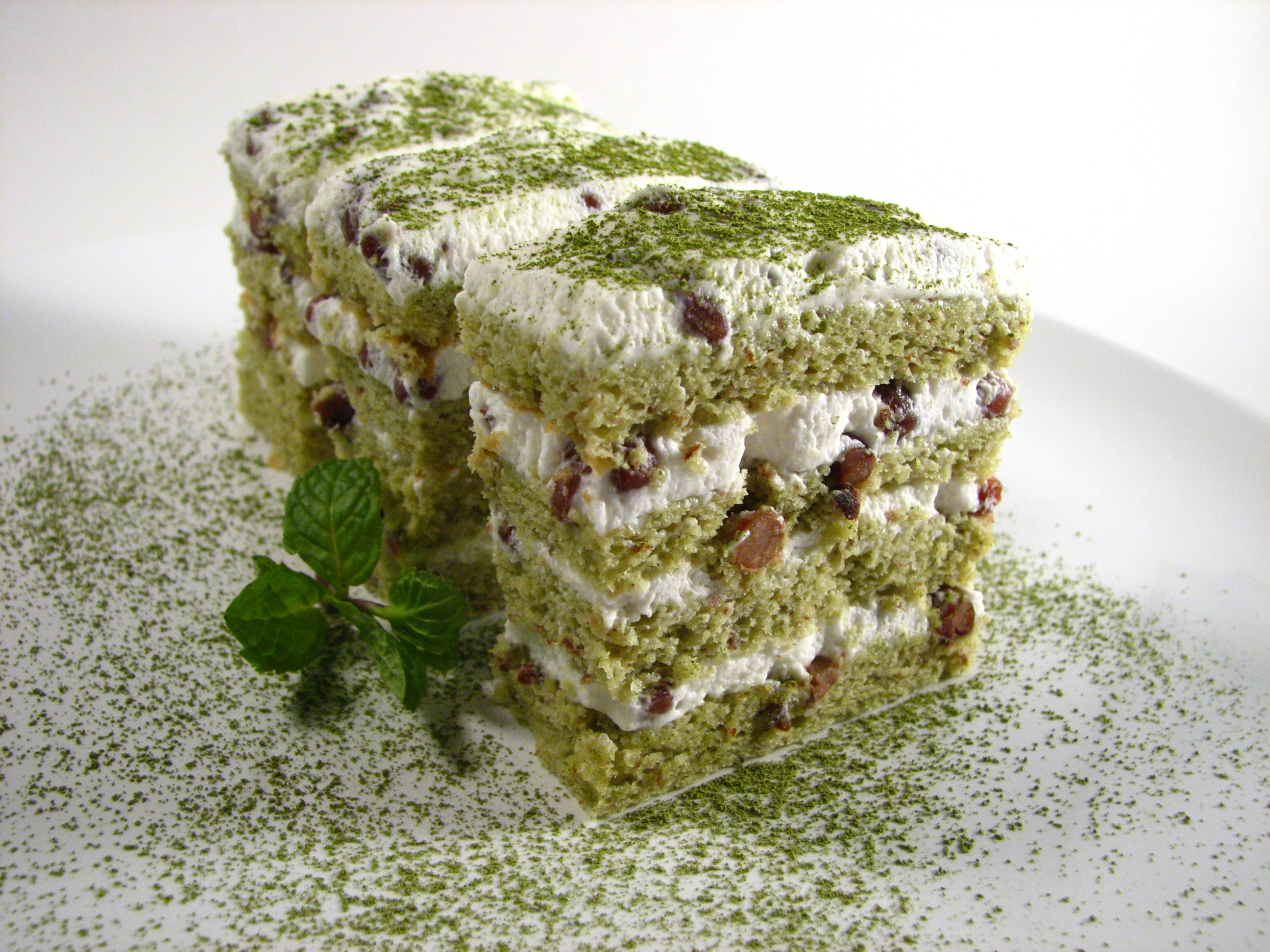
Тістечко з чаю матча і бобів адзукі

Ма́тча (через англ. matcha від яп. 抹茶, まっちゃ, МФА: [matːɕa], маття — «порошковий чай») — різновид японського пропареного зеленого чаю, розтовченого у дрібний порошок. Цей чай має злегка горіховий, трав'янистий смак з відтінком гіркоти. 
Матча використовується під час японської чайної церемонії для приготування чаю, а також у японській кулінарії для приготування японських солодощів ваґасі, лікерів або морозива. Матча містить більше кофеїну, ніж звичайний зелений чай, тому часто вживається як альтернатива до кави.

## Збір
Матча — це подрібнене на порошок листя зеленого чаю. За 12 днів до того, як листя буде зібрано, його вирощують у тіні. Збирають лише бруньки та три верхні шари листя. Чайне листя обробляють парою, щоб зупинити процес окислення, потім подрібнюють на кам'яних млинках. Через такі трудомісткі та вимогливі стандарти виробництва матча є одним з найдорожчих сортів чаю.
Виділяються церемоніальні сорти матчі та кулінарні. Церемоніальні призначені для приготування напоїв, робляться з наймолодших, найніжніших листків. Кулінарні використовуються для приготування страв, особливо випічки, характеризуються інтенсивнішим смаком.

## Приготування
Чай матча готується шляхом додаванням окропу до чайного порошку і збивання його бамбуковим віничком. Залежно від типу листя, з якого приготована матча, а також співвідношення окропу і порошку, напій поділяють на 2 види: густий чай, який має темно-зелений, місцями чорнуватий, колір і гірко-солодкуватий смак, та рідкий чай, який має яскравий світло-зелений колір і гірко-в'язкий смак.

## Поширення
Техніка і спосіб приготування матчі були завезені до Японії наприкінці XII століття з Китаю японським ченцем Ейсаєм. Починаючи з 14 століття китайці перестали використовувати цей вид чаю, проте японці продовжували його споживати. На основі матчі в Японії оформилась своєрідна культура чаювання, відома як «чайна церемонія». До XVIII століття ця культура залишалася елітарною, недоступною широкому загалу.
Найвідомішими центрами виготовлення матчі в Японії є міста Удзі та Дзьойо у префектурі Кіото, та місто Нісіо у префектурі Айті.
Світова популярність чаю матча припала на початок 2020-х років. Найбільшими імпортерами є Китай, Шрі-Ланка, Індія та США.
Чай матча кав'ярні часто готують зі збитим або спіненим молоком, подібно до кави. В такому разі напій називається «матча-лате». Такі напої популяризували заклади на кшталт Starbucks. З матча також виробляють холодні напої, смузі та мілкшейки.

## Корисні властивості
Оскільки матча виготовляється з подрібненого цілого листя, то концентрація корисних речовин у ньому вища, ніж у звичайному зеленому чаї. Через вирощування в тіні матча містить вп'ятеро більше хлорофілу.
Матча має заспокійливий ефект. Він багатий на антиоксиданти, особливо на групу катехінів, які допомагають захистити клітини від пошкодження, спричиненого вільними радикалами. Матча також містить L-теанін, амінокислоту, яка сприяє розслабленню, може покращити концентрацію уваги та пильність. У матча є кофеїн, зазвичай у концентрації 19-44 мг кофеїну на грам. Концентрація залежить від якості та свіжості листя, тривалості заварювання напою. Як і кава, матча спричиняє звикання, хоча кофеїну в ньому трохи менше.

## Галерея

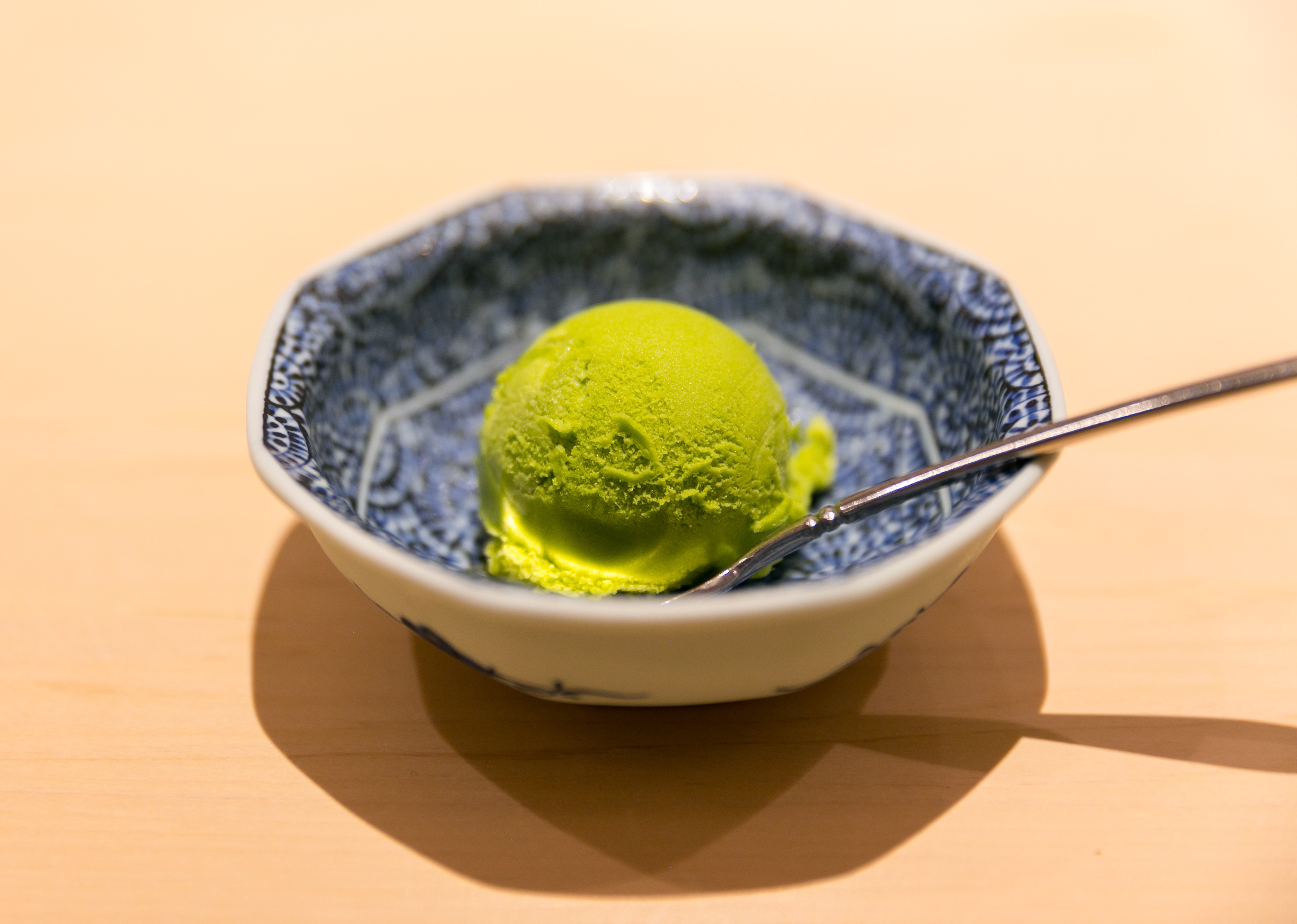
Морозиво з матчі
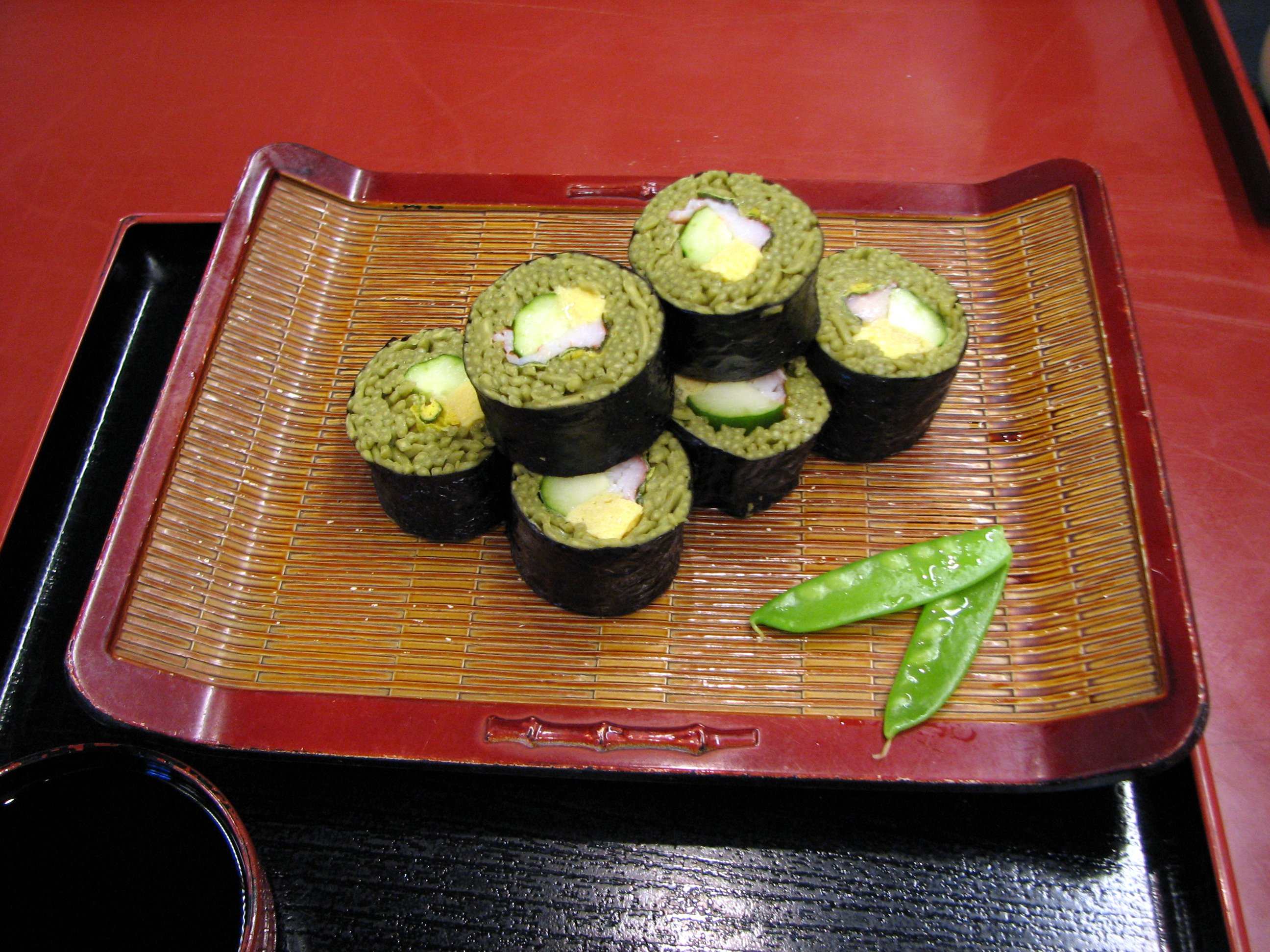
Роли з соби та матчі
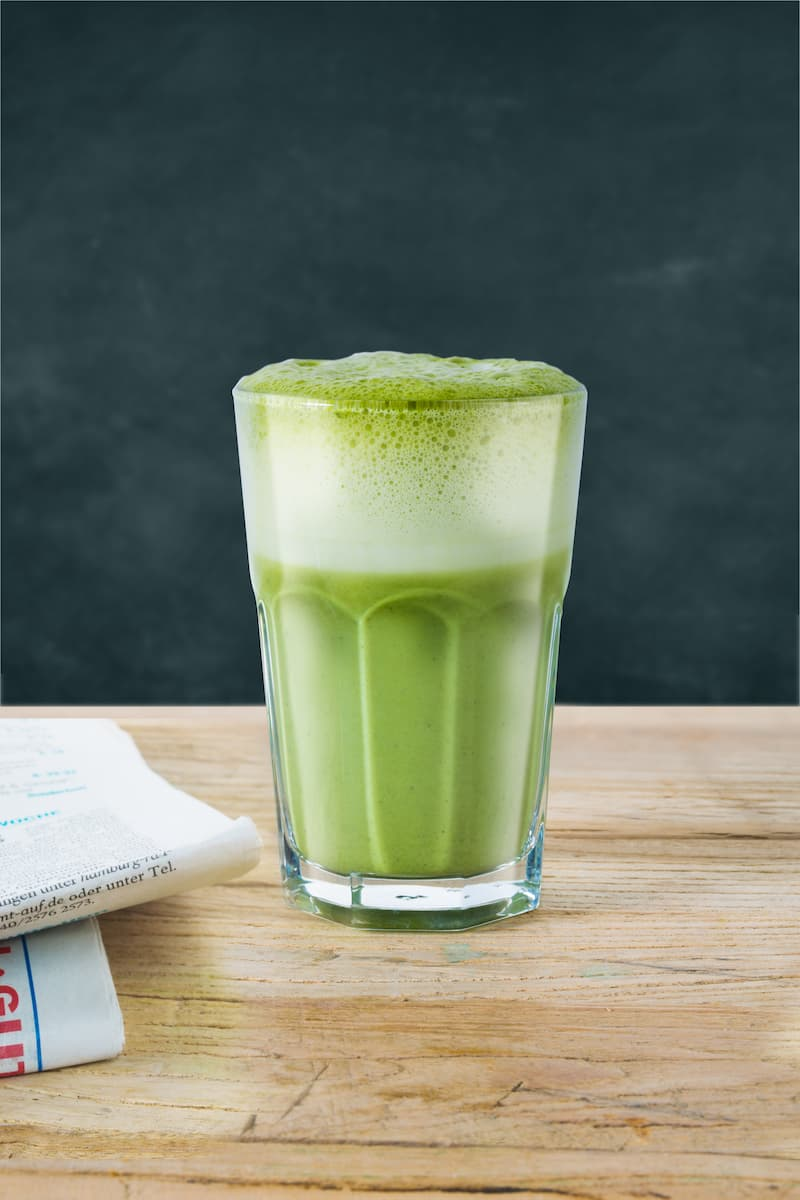
Матча-лате
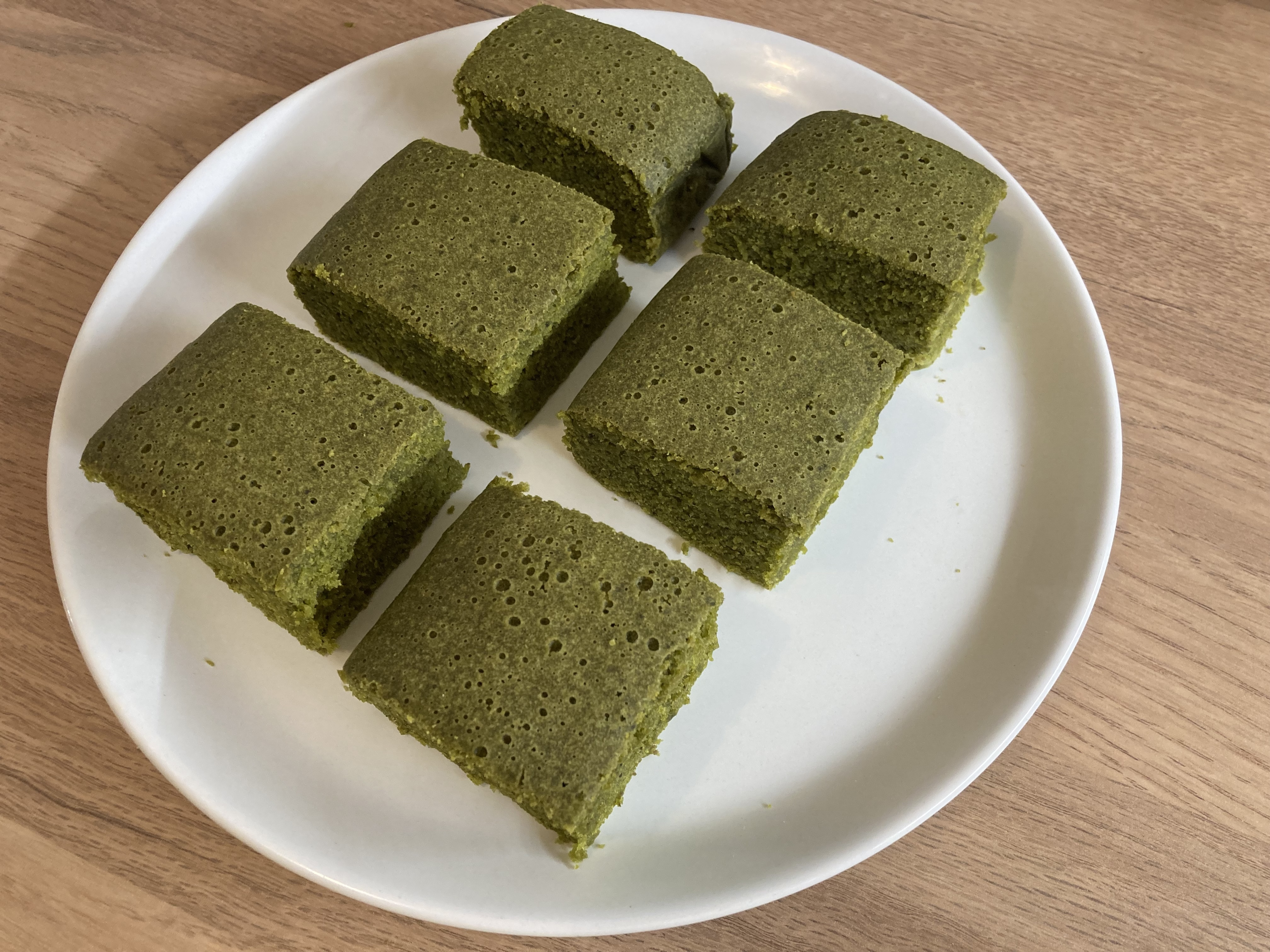
Тістечка з матчі